# Вернон (Калифорния)
Вернон (англ. Vernon) — город в округе Лос-Анджелес, штат Калифорния. По данным переписи 2000 года, в Верноне проживает 91 человек. Это самый меньший показатель численности среди включенных городов всей Южной Калифорнии. Большую часть территории города занимают различные промышленные предприятия. Именно поэтому девиз, написанный на гербе города, звучит: «Исключительно промышленный» (англ. Exclusively Industrial).

## История

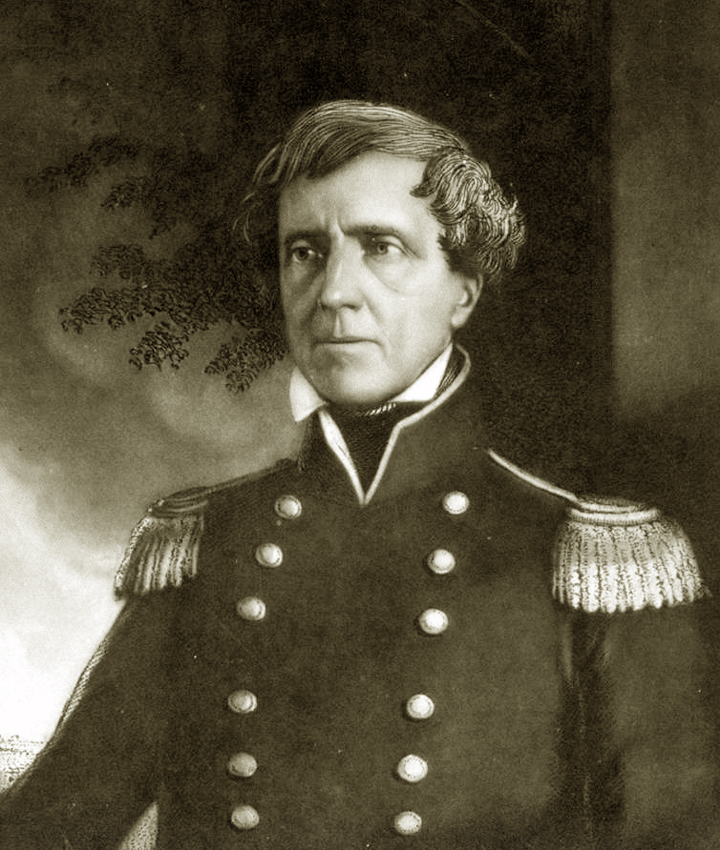
Стивен Керни, один из победителей Битвы за Ла-Меса

Территория города Вернон располагается на историческом месте Битвы за Ла-Меса, произошедшей 9 января 1847 года, на следующий день после Битвы за Рио-Сан-Габриэль, которая явилась концом боевых действий в Верхней Калифорнии в ходе Американо-мексиканской войны 1846—1848 годов.
Джон Лайонс, приехавший в Южную Калифорнию в 1880 году, приобрёл эти земли. Позже он договорился с руководителями железных дорог о создании подъездных путей от трёх крупных железнодорожных магистралей этого района сюда для создания «исключительно промышленного» города. Так будущий город был включён в программу по содействию промышленному развитию поселений, располагавшихся вдоль железных дорог. Он назвал этот город «Вернон авеню». 22 сентября 1905 года Вернон получает статус города.
Лайонс старался привлечь в город как можно больше жителей, а также руководителей различных фирм, готовых разместить здесь свои филиалы: по его инициативе в городе были построены бейсбольный стадион, боксёрская арена на семь тысяч зрителей, а также бар с «самой длинной барной стойкой в мире» длинной 100 футов, за которой помещалось одновременно 37 барменов. К 1930 году в Верноне были открыты филиалы фирм Owens-Illinois, Studebaker и Alcoa, которые пользовались для работы услугами электрокомпании «Vernon Light & Power».
На момент своей смерти, в 1953 году, Джон Лайонс владел недвижимостью на сумму восемь миллионов долларов, а также несколько земельных участков. Все это было передано по наследству его внуку Малбургу, который стал мэром города в 1974 году.

## География
Площадь города Вернон составляет 13,36 км²; из них — 12,94 км² земли и 0,41 км² воды. Высота центра населённого пункта — 62 метра над уровнем моря.
Город находится в восьми километрах к югу от Лос-Анджелеса. На территории Вернона расположено множество промышленных предприятий. Тяжела экологическая обстановка: в городе нет ни одного парка; трава встречается очень редко на территории Вернона.

## Климат
Климат очень тёплый летом, когда высокие температуры, как правило, составляют около 80 градусов °F, и мягкий зимой, когда высокие температуры, как правило, составляют 60 градусов. Самый тёплый месяц года — август, а самый холодный месяц года — декабрь. 
Перепады температур между ночью и днем, как правило, умеренные летом с разницей, которая может достигать 24 °F (−4 °C), и умеренные зимой со средней разницей 22 °F (−6 °C). Среднегодовое количество осадков в этих местах составляет около 15 дюймов (ок. 400 мм). Самый влажный месяц года — февраль. 
Историческая активность торнадо в этом районе заметно выше среднего показателя по штату Калифорния.

## Демография
По данным переписи 2000 года, в Верноне проживает 91 человек. Это самый меньший показатель численности среди включенных городов всей Южной Калифорнии. Расовый состав таков: 47,25% белых, 1,10% азиатов, 47,25% других рас.
Возрастной состав получился следующим: 37,4% — до 18 лет; 6,6% — от 18 до 24 лет; 34,1% — с 25 до 44 лет; 15,4% — от 45 до 64 лет; 6,6% — 65 лет и старше. Средний возраст составил 29 лет. На каждые 100 женщин приходится 89,6 мужчин. На каждые 100 женщин старше 18 лет приходилось 111,1 мужчин.
По данным 2006 года, около 44 000 человек, работающих в Верноне, живут за пределами города.